# 1RXS J141256.0+792204
1RXS J141256.0+792204 – pulsar położony w kierunku Małej Niedźwiedzicy, w galaktycznym halo. Prawdopodobnie jest to pojedyncza gwiazda neutronowa znajdująca się w odległości 250 do 1000 lat świetlnych od Ziemi. Jest to jedna z najbliższych Ziemi gwiazd neutronowych.

## Nazwa
Pierwsza część oznaczenia, 1RXS, pochodzi od nazwy przeglądu nieba First ROSAT X-ray Survey. Druga część nazwy, J141256.0+792204, określa położenie gwiazdy na niebie. Obiekt ma także nieoficjalną nazwę Calvera nawiązującą do wcześniejszego określenia The Magnificent Seven nadanego grupie siedmiu samotnych gwiazd neutronowych. Nazwa grupy gwiazd nawiązuje do tytułu filmu Siedmiu wspaniałych, a Calvera to nazwisko przywódcy bandytów z tego filmu.

## Charakterystyka
W momencie odkrycia była to dopiero ósma znana samotna gwiazda neutronowa, której nie towarzyszyła pozostałość po supernowej lub inna gwiazda. Obiekt znajduje się pomiędzy 250 a 1000 lat świetlnych od Ziemi i jest jedną z najbliższych Ziemi gwiazd neutronowych. Bliżej Ziemi mogą znajdować się RX J1856.5-3754 i PSR J0108-1431. Obiekt znajduje się w odległości około 5100 pc od dysku galaktycznego.
Obiekt nie jest widoczny w świetle widzialnym, a punktowość źródła promieniowania silnie sugeruje, że jest to gwiazda neutronowa. Nie wiadomo do jakiego typu gwiazd neutronowych należy Calvera. Zagadkowe jest także położenie gwiazdy. Prawdopodobnie obiekt jest pozostałością gwiazdy z dysku Drogi Mlecznej, która eksplodowała jako supernowa, a następnie przemieściła się w obecne miejsce.